# Berło (zespół muzyczny)
Berło (ros. Скипетр) – zespół muzyczny z Rosji, grający melodyjny power metal, założony w 2006. Piosenka "The Curse of Merlin" została włączona do kolekcji "Now! That’s What I Call Metal 37" (wraz z grupami takimi jak Serenity, Amon Amarth, Moonsorrow, Korpiklaani, Power Quest) w 2011.

## Muzycy

### Obecny skład zespołu
- Anastasia Romantsova – śpiew (2010-2015)
- Victor Odoyevski – gitara (2007-2015)
- Alexander Pervushin – gitara basowa (2007-2008, 2014-2015)
- Ekaterina Efimova – instrumenty klawiszowe (2006-2015)
- Dmitrij Poretsky – perkusja (2006-2015)[1][2]

### Byli członkowie zespołu
- Sophia Morzherina – śpiew (2008-2010)
- Konstantin Zykov – gitara basowa (2008-2011)
- Siergiej Zubanov – gitara basowa (2011-2014)

## Dyskografia

### Albumy studyjne
- Символ власти (Symbol władzy), 2009.
- Переверни этот мир (T.o. tego świata), 2012.
- Почувствуй себя живым (Czuję, że żyję), 2014[3].

### EP
- Inter, 2010.
- Кем ты стал? (Kim jesteś teraz?), 2013.